# Claire Wojas
 (mars 2020).
Claire Wojas est une auteure, scénariste et productrice canadienne française née à Montréal, dans le quartier Pointe-aux-Trembles, le 13 avril 1949, de l’union d’un père immigrant polonais et d’une mère québécoise française. C’est d’ailleurs l’histoire d’amour de ses parents qui est la source d’inspiration de la série dramatique Le Polock. Elle est décédée des suites d’un virulent cancer, à son domicile, à Montréal, le 19 mai 2018.

## Biographie
Après un baccalauréat en géographie 1re année à l'université  de Montréal puis 2e année à l'université d'Ottawa et une brève incursion dans le milieu de la fonction publique à Ottawa, Claire Wojas se réoriente en communication et s'inscrit à l'Université Concordia en spécialisation Télévision et Cinéma.
Au terme de ses études, elle écrit et réalise son premier film Alice en 1977, un court métrage de fiction que la maison CINAK (Jean-Pierre Lefebvre / Marguerite Duparc) l'aide à produire.
Elle écrit ensuite un scénario de long métrage Un amour de quartier qui devient quelques années plus tard une série de treize demi-heures, réalisées par Robert Ménard et diffusée sur les ondes de Radio-Canada (1984).
Parallèlement à l'écriture dramatique, Claire Wojas travaille comme scénariste, rédactrice, conceptrice de brochures publicitaires, réalisatrice de vidéos didactiques ou de formation professionnelle et comme assistante à la réalisation des films Fuir d'Hélène Girard et La cuisine rouge de Paule Baillargeon.
En 1987, elle signe le scénario du téléfilm T'es belle, Jeanne, réalisé par Robert Ménard et reçoit le prix du meilleur texte dramatique. Cinq Prix Gémeaux ont couronné le film. La même année, dans le cadre du Concours des Grandes Premières Stella Artois, organisé par le télédiffuseur Radio-Québec, le public choisit le téléfilm T'es belle, Jeanne, en lui décernant six prix sur sept dont celui du meilleur texte.
Elle  signe  ensuite  les  scénarios  des  films  L'Homme de rêve, La beauté des femmes,  Cruising Bar, Amoureux fou,  L'Enfant d'eau,  Cruising Bar 2, Reste avec moi, ainsi que les séries Le Polock et Jean Duceppe, dont Robert Ménard signe les réalisations.
L'Enfant d'eau, diffusé en septembre 1995, a reçu le prix du public au Festival des Films du Monde à Montréal ainsi que le Grand Prix du Public (Hydro-Québec) au Festival du Cinéma International en Abitibi-Témiscamingue.
Elle est successivement, productrice déléguée de sept longs métrages dont cinq téléfilms, Cœur de nylon, Blue la magnifique, L'homme de rêve, Le jardin d'Anna, La beauté des femmes, Cruising Bar, Amoureux fou, et productrice associée des longs métrages L'Enfant d'eau, Cruising Bar 2 et Reste avec moi, ainsi que des séries télévisées :  Le Polock, Chartrand et Simonne, Jean Duceppe et Simonne et Chartrand. 
La série Le Polock, diffusée à Radio-Canada, reçoit le Prix du Multiculturalisme et du Meilleur texte: série dramatique à la remise aux Gémeaux 1999, en plus de recevoir quatre autres prix. La série Chartrand et Simonne, diffusée à Radio-Canada, reçoit 7 nominations et six trophées, dont celui de la Meilleure série dramatique. La série Jean Duceppe, diffusée à Télé-Québec, reçoit 8 nominations et 3 trophées aux Gémeaux 2003, entre autres celui du Meilleur acteur. Simmone ET Chartrand, réalisée par Alain Chartrand diffusée à Télé-Québec, 8 nominations dont Meilleure série dramatique, et deux prix, Meilleur acteur et meilleure actrice, aux Gémeaux 2004.

## Filmographie[2]

### Auteure et scénariste
- Reste avec moi(2010), long-métrage de Robert Ménard
- Cruising Bar 2 (2008), long-métrage de Robert Ménard et Michel Côté[3]
- Jean Duceppe (2002), télésérie de Robert Ménard, 6 épisodes
- Le Polock (1998), télésérie de Robert Ménard, 6 épisodes
- L'Enfant d'eau[4](1995), long-métrage de Robert Ménard
- Beauté des femmes(1994), téléfilm de Robert Ménard
- L'Homme de rêve(1991), téléfilm de Robert Ménard
- Amoureux fou (1991), long-métrage de Robert Ménard
- Cruising Bar[5] (1989), long-métrage de Robert Ménard
- T'es belle, Jeanne[6](1988), téléfilm de Robert Ménard
- Un amour de quartier(1984), télésérie de Robert Ménard, 13 épisodes

### Productrice associée
- Reste avec moi(2010), long-métrage de Robert Ménard
- Cruising Bar 2 (2008), long-métrage de Robert Ménard et Michel Côté
- Simonne et chartrand(2003), télésérie de Alain Chartrand, 6 épisodes
- Jean Duceppe(2002), télésérie de Robert Ménard, 6 épisodes
- Chartrand et Simonne (1999), télésérie de Alain Chartrand, 6 épisodes
- Le Polock[7] (1998), télésérie de Robert Ménard, 6 épisodes
- L'Enfant d'eau[4](1995), long métrage de Robert Ménard

### Productrice déléguée
- La beauté des femmes(1994), téléfilm de Robert Ménard
- Le Jardin d'Anna(1992), téléfilm de Alain Chartrand
- L'Homme de rêve(1991), téléfilm de Robert Ménard
- Amoureux fou [8] (1991), long métrage de Robert Ménard
- Blue, la magnifique(1990), téléfilm de Pierre Mignot
- Cruising Bar[5](1989), long métrage de Robert Ménard
- Cœur de Nylon (1989), téléfilm de Michel Poulette

## Prix et nominations

### Cruising Bar 2
- Mars 2009 –Guichet d’Or - Meilleure recettes-guichets 2009 (remis par Téléfilm Canada)
- Mars 2009 – Billet d’Or - Meilleure recettes-guichets 2009 (remis à la soirée des Jutra)

### Chartrand et Simonne
- Octobre 2000 - Prix Gémeaux -Meilleure série dramatique

### Le Polock[7]
- Septembre 1999 -Prix Gémeaux -Prix du Multiculturalisme
- Septembre 1999 -Prix Gémeaux -Meilleur texte: émission ou série dramatique

### L'enfant d'eau[4]
- Septembre 1996 - Makhila d'argent (Prix du public, remis dans le cadre du Festival d'Arcachon en France)
- Novembre 1995 - Grand Prix Hydro-Québec  (Prix du public, remis dans le cadre du Festival du Cinéma International en Abitibi-Témiscamingue
- Septembre 1995 - Prix Fédex - meilleur film canadien (Prix du public, remis dans le cadre du Festival des films du Monde à Montréal)

### L’Homme de rêve
- Décembre 1992 – Prix Gémeaux de la meilleure émission dramatique
- Octobre 1991 - Grand Prix Hydro-Québec (Prix du public, remis dans le cadre du Festival du Cinéma International en Abitibi-Témiscamingue)[réf. souhaitée]
- (nomination) Décembre 1992 - Prix Gémeaux - Meilleur texte

### Le Jardin d'Anna
- Novembre 1992 – Grand Prix Hydro-Québec  (Prix du public, remis dans le cadre du Festival du Cinéma International en Abitibi-Témiscamingue)

### T'es belle,Jeanne[6]
- Décembre 1989 - Prix Gémeaux -Meilleur texte
- Janvier 1989 -Grandes Premières Stella Artois - Meilleur scénario, Prix du public

### Amoureux fou
- (nomination) Novembre 1991 - Prix Génies - Meilleur scénario original
- (nomination) Novembre 1991 - Prix Génies - Meilleure chanson originale - C'est plus fort que nous,Claire Wojas et Rémy Girard.